# Sinophorus variabilis
Sinophorus variabilis là một loài tò vò trong họ Ichneumonidae.